# 乌什地区博勒努
乌什地区博勒努（法語：Bosc-Renoult-en-Ouche，法語發音：[bo ʁənu ɑ̃.n‿uʃ]）是法国厄尔省的一个旧市镇，位于该省中部偏西南，属于贝尔奈区。2016年1月1日，乌什地区博勒努和相邻的另外15个市镇合并为新市镇乌什地区梅尼勒（Mesnil-en-Ouche）。

## 地理
乌什地区博勒努（48°56'59"N, 0°42'29"E）面积7.85 平方千米，位于法国诺曼底大区厄尔省，该省份为法国北部内陆省份，北起滨海塞纳省，西接奧恩省和卡爾瓦多斯省，南至厄尔-卢瓦省，东临瓦兹省、瓦兹河谷省和伊夫林省。
与乌什地区博勒努接壤的市镇（或旧市镇、城区）包括：阿茹、乌什地区拉巴尔、布瓦昂泽赖、尚皮尼奥勒。

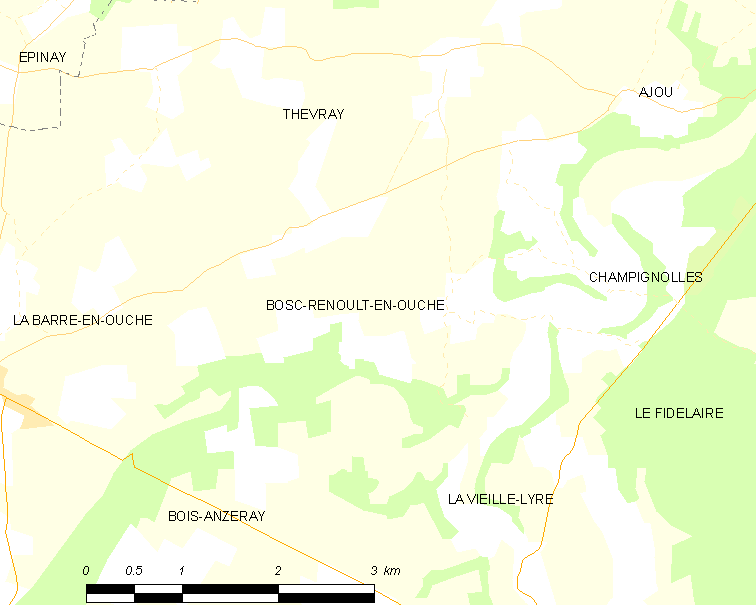
乌什地区博勒努的OSM定位图

乌什地区博勒努的时区为UTC+01:00、UTC+02:00（夏令时）。

## 行政
乌什地区博勒努的邮政编码为27330，INSEE市镇编码为27088。

## 政治
乌什地区博勒努所属的省级选区为贝尔奈县。

## 人口

1962-2008年间乌什地区博勒努人口变化图示

乌什地区博勒努于2018年1月1日时的人口数量为140人。